# Irene Wedell
Irene Wedell (* 28. Januar 1939; † 3. Dezember 2017) war eine deutsche Malerin, Zeichnerin und Modeschöpferin. Sie lebte und wirkte in Berlin und in Hohen Neuendorf.

## Leben
Die ersten Lebensjahre verbrachte Irene Wedell mit ihren Adoptiveltern Fritz und Erna Wedell in Berlin-Friedenau. Als der Adoptivvater 1946 starb, zog Irene Wedell nach Frohnau um. Erste Versuche als Zeichnerin und Malerin stießen bei ihrer Adoptivmutter auf Ablehnung. Ihre künstlerische Ausbildung erfuhr sie auf der Berufsfachschule für Design des Lette-Vereins in Berlin (drei Jahre). 

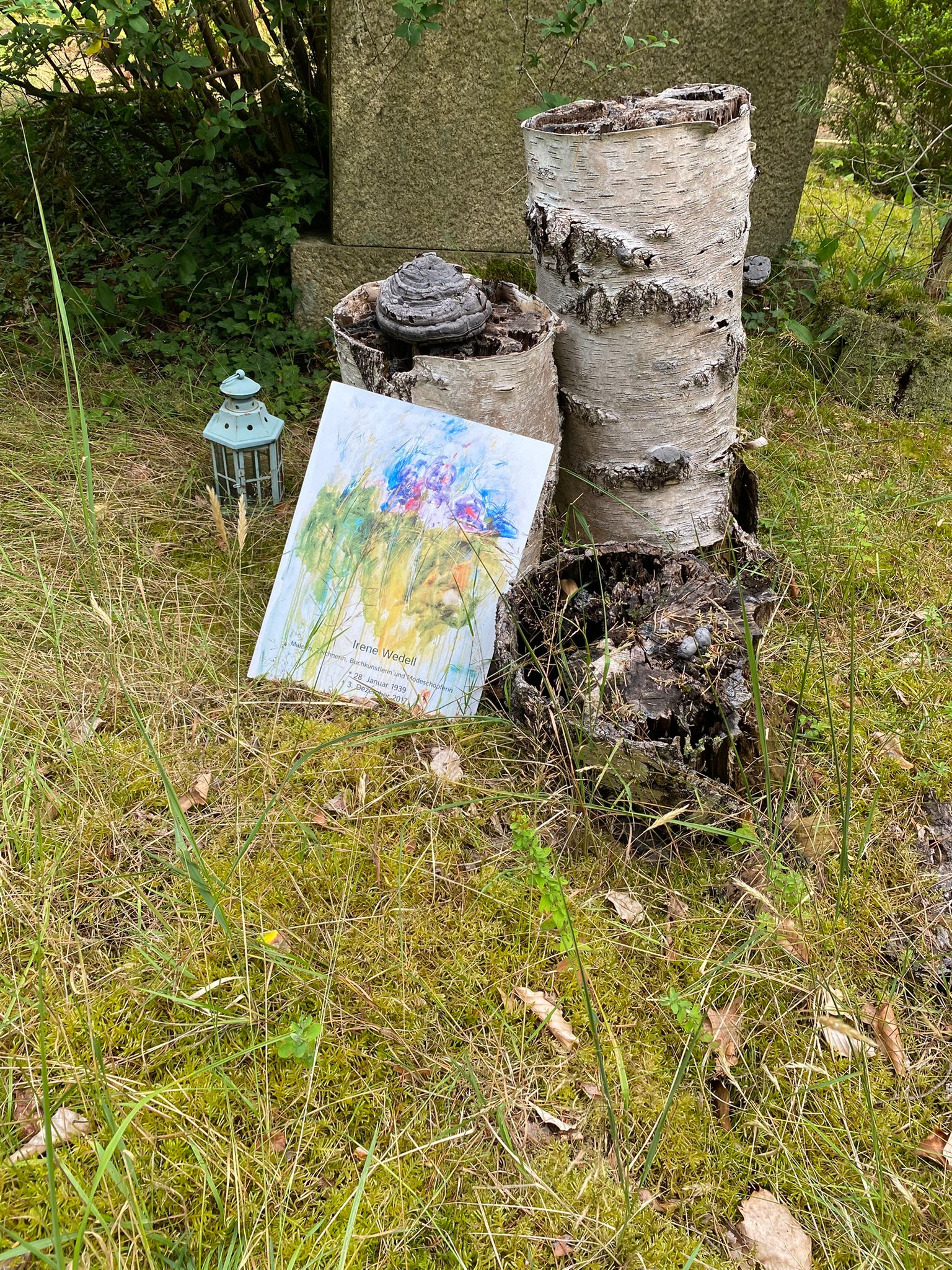
Grabstätte auf dem Südwestkirchhof Stahnsdorf

Ausbildungsinhalte waren Modedesign, Zeichnen und Grafikdesign. Eine erste Werkgruppe, die sogenannten Nonnenbilder, verkaufte sie ans KaDeWe und an verschiedene Galerien. Unter anderem arbeitete sie als Zeichnerin für Zeichentrickfilme und machte Mode. 1962 heiratete Irene Wedell den Künstler Rudolf Spiewok. Erst auf dem Standesamt erfuhr sie, dass sie adoptiert wurde, das uneheliche Kind einer Adligen war und als Baby in ein Nonnenstift gegeben wurde. Ihre Adoptiveltern hatten ihr nie etwas davon gesagt. Sie war zu diesem Zeitpunkt 23 Jahre alt.
Irene Wedell zog mit ihrem Mann nach Berlin-Lankwitz und unterhielt einige Jahre ein Atelier in der Bundesallee in Berlin-Steglitz. Erst 1996 hatte Irene Wedell telefonischen Kontakt zu ihrer leiblichen Mutter, die mittlerweile in Spanien lebte. 1997 kam es zu einer Begegnung in Madrid; Irene Wedell erfuhr, dass die leibliche Mutter in ihrem Leben ebenfalls in den Bereichen Malerei und Modedesign künstlerisch tätig war. Irene Wedells Ehe wurde im Jahr 2000 geschieden, sie lebte fortan zurückgezogen in Hohen Neuendorf bei Berlin. Ihre letzten Lebensjahre verbrachte sie, an Demenz erkrankt, mit Hilfe einer befreundeten Familie fast bis zuletzt eigenständig in ihrem Haus. Eine kurze Phase wurde sie noch in einem Heim gepflegt, bevor sie im Dezember 2017 starb, während zeitgleich eine Ausstellung mit ihren Werken in der Berliner Galerie Under The Mango Tree stattfand.
Ihre letzte Ruhestätte fand Irene Wedell auf dem Südwestkirchhof Stahnsdorf.

## Werk
Irene Wedells Werk ist vielseitig und basiert auf verschiedenen künstlerisch-bildnerischen Techniken. Ihren größten Erfolg hatte Wedell mit ihren Unikatbüchern bzw. Künstlerbüchern. In diesen Werken ist die Collagetechnik Wedells besonders ausgeprägt: Sie überführte Naturmaterialien, selbstgeschöpftes oder gesammeltes Papier, Zeichnungen, Malereien, Drucktechniken und Textzitate in einen komplexen Zusammenhang. Sie reagierte damit auch auf ihre Lektüren, etwa von Paul Celan, Gottfried Benn, Mascha Kaléko, Sarah Kirsch und vielen mehr. Auch Zitate aus Reiseberichten etwa von Maria Sibylla Merian fanden Eingang in ihre Werke. Mit ihren Büchern besuchte sie regelmäßig die Frankfurter Buchmesse, die Werke wurden zudem in Museen, etwa in das Klingspor Museum in Offenbach am Main gezeigt.
Irene Wedell war eine leidenschaftliche Sammlerin alles Natürlichen. Sie legte Herbarien an, auch in ihren Gemälden finden sich immer wieder Blätter, Blüten, Gräser oder Äste, die sie wie in ihren Unikatbüchern mit Textzitaten und Gemaltem collagierte. „Literarische Herbarien“ war daher auch eine Ausstellung 1994 in der Galerie im Rathaus in Berlin-Tempelhof betitelt. Ihre Werkreihe zur Berliner Pfaueninsel, 2000 in einer Ausstellung in der Berliner Galerie Mutter Fourage ausgestellt, besteht aus großformatigen Collagen, in denen wiederum verschiedene Texte, Briefwechsel, Baupläne, Zeichnungen und Naturmaterialien von der Pfaueninsel wie Blätter oder Federn zueinander finden. Unter dem Titel „Die Pfauen-Insel, Königin Luise und der Bär“ wurden diese Arbeiten 2002 auch im Frankfurter Palmengarten gezeigt. Literatur, Wissenschaft, Botanik und Architektur sind somit Teil von Wedells Werken, die nicht selten auf ausführlichen Recherchen beruhen.
„Wedells Werke sind der Versuch, eine Erinnerung wiederzufinden, festzuhalten und zu konservieren, ohne Sinn und Zweck, allein, weil einmal etwas gewesen ist: ein Ort, ein Sommertag, ein Spaziergang, ein Duft oder eine einzelne prächtige Engelstrompete.“
In ihrer Aquarellmalerei widmete sich Irene Wedell häufig floralen Motiven, aber auch dem weiblichen Körper, den sie häufig radikal offen darstellte. Expressive Farben und eine große Dynamik zeichnen diese Bilder aus. Eine weitere Werkgruppe stellen abstrakte Gemälde dar, die sich auf wenige Pinselstriche und nur wenige Farben konzentrieren. Was nahezu alle Werke verbindet, ist das Experiment mit unterschiedlichen Arten und Formen von Papier. Wedell arbeitete mit handgeschöpftem Papier, Rindenbastpapier, Seidenpapier, Packpapier oder Transparentpapier. Sogar in ihrer Mode spielte dieses Medium eine Rolle, so hat sie auch Papierkleider gefertigt.
Irene Wedells Werke sind selten datiert, daher lassen sich bestimmte Werk- oder Arbeitsphasen nur schwer bestimmen. Ihre Arbeiten sind insgesamt Ausdrucksweisen einer starken Persönlichkeit, die sich mit Themen wie Emanzipation, den Kreisläufen von Leben und Tod, der Suche nach Spiritualität beschäftigen. Aus ihren Werken spricht die Sehnsucht nach Aufnahme, nach einem Gefühl der Zugehörigkeit, und gleichzeitig die schmerzhafte Erkenntnis, bestimmte Erfahrungen nur allein machen zu können. Hier treten ihr „zweigeteiltes“ Leben mit der doppelten Familiengeschichte und ihr Werk sehr deutlich in einen Dialog.

## Rezeption
Der Bamberger Schriftsteller Martin Beyer erzählt in seinem Roman Tante Helene und das Buch der Kreise (Ullstein, 2022) von der Frankfurter Malerin und Modeschöpferin Helene Klasing. Das historische Vorbild für diese Figur ist Irene Wedell. Martin Beyer hat Irene Wedell 2009/2010 mehrere Male getroffen und ihre Lebensgeschichte aufgezeichnet. Er lehnt sich in seinem Roman an mehrere Lebensstationen Wedells an – zum Beispiel die Kenntnis der Adoption erst kurz vor der Hochzeit oder die Zurückweisung in den 68-er Kreisen ihres Mannes. 
Beyer webt aber zugleich eigene Kindheitserfahrungen mit ein, weshalb der Roman in Frankfurt am Main, Offenbach und Heusenstamm spielt und nicht in Berlin. Gänzlich fiktiv ist die Figur des New Yorker Neffen Alexander, der die losen Fäden der Familienhistorie wieder aufnimmt. Eine solch neues Kapitel in der Familiengeschichte blieb Irene Wedell verwehrt – der Kontakt zur Familie ihrer leiblichen Mutter brach ab.